# Toum

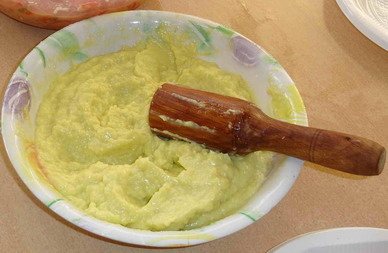
Toum

Toum là một món xốt tỏi được chế biến ở Liban, Syria, Levant và Ai Cập. Nó tương tự món aioli châu Âu. Món nước xốt này bao gồm tỏi, muối, dầu ô liu hoặc dầu thực vật và nước chanh được giã bằng cối và chày Có một số biến thể phổ biến ở nhiều làng, như Zgharta, nơi bạc hà được thêm vào, gọi là "Zeit và Toum".. Món xốt này được sử dụng làm nước chấm, đặc biệt là khoai tây chiên gà và bánh kẹp Liban, đặc biệt với thịt gà.